# Franz Wilhelm Seemann
Franz Wilhelm Seemann (* 10. November 1719 in Lübeck; † 20. November 1775 in Malchow) war ein mecklenburgischer Pastor im Doberaner Münster.

## Herkunft
Franz Wilhelm Seemann wurde in der Hansestadt Lübeck als ältestes von acht Kindern (vier Jungen und vier Mädchen) des Wilhelm Seemann (1694–1730), Kaufmann und Schonenfahrer zu Lübeck und seiner Ehefrau Anna Elsabe geb. Behrens (1700–1757) geboren. Die Taufe erfolgte am 12. November 1719 zu St. Marien. 1738 beendete er die Schulausbildung mit seiner Valediktionsrede zu St. Katharinen. Die Kaufmannsfamilie war geprägt vom lübischen Geist und dem Wandel der Stadt um die 1720er bis 1740er Jahre.

## Leben
1740 begann er sein Studium der Theologie an der Universität Jena und beendete dieses von 1743 bis 1745 an der Rostocker Universität, ein Studium zwischen Orthodoxie und Pietismus.
Mit Hilfe und finanzieller Unterstützung seiner Eltern bewarb er sich um die freigewordene Pastorenstelle im Doberaner Münster. Auf Stellungsuche entschied er sich mit einer Bewerbung zum Dienst für Gott, den Herzog und Mecklenburg. Im Oktober 1745 erhielt er die Pfarrstelle in Doberan. Unmittelbar nach der Amtseinführung heiratete er gemäß damals geltender Regel Sophia Charlotta Cöster (1720–1803) die Witwe seines verstorbenen Vorvorgängers. Am 2. April 1759 (nach 14 Jahren und der Geburt von sieben Kindern) wurde die Ehe nach einem Konsistorial-Urteil in Rostock wieder geschieden.
1759 heiratet er wieder, Lucie Regine Dietrichsen (1726–1774), am 29. April 1759 erfolgt in Lübeck in St. Marien die Heiratsankündigung. Sie war die Schwester des Pastors Gerhard Johann Diedrichsen in Steffenshagen, die Hochzeit erfolgt am 15. Mai des Jahres ebenda. Aus dieser Ehe gingen drei Kinder hervor.

## Kirchenamt
Ab 1546 wurde in Doberan ein herzogliches Amt eingerichtet und das Kloster in Besitz genommen. Nachdem der letzte Doberaner Abt, Nikolaus Peperkorn, 1564 in Pelplin verstorben war, wurde im selben Jahr in dem altehrwürdigen Münster Doberan, fortan als Pfarrkirche, der erste evangelische Prediger Hermann Kruse eingesetzt und bekleidete dieses Amt bis zu seinem Tode 1599.
Nach fast 25-jähriger Zeit als Pastor in der Kirchgemeinde erfolgte im geänderten Machtgefüge des Landes durch mehrfache Nachrede und Anschuldigungen 1769 seine Suspension, was 1770 mit einer erzwungenen Amtsenthebung endete. In diesem Zusammenhang wird die Aussage bei Heinrich Wilhelmi (1786–1860) und Karl Schmaltz bedeutsam, nach der Pastor Seemann als einer von fünf bzw. sechs Amtskollegen genannt wird, die außerhalb Darguns noch in den 40er Jahren als Pietisten galten.

## Lebensabend im Exil
Des Amtes verwiesen verbrachte er gemeinsam mit seiner Ehefrau, die am 21. April 1774 starb, den Lebensabend im Kloster Malchow. Am 20. November 1775 starb Franz Wilhelm Seemann und fand im Kloster Malchow seine letzte Ruhestätte.